# Lee Hye-gyeong
Pour les articles homonymes, voir Lee.
Yi Hye-gyeong (en hangeul : 이혜경) est une auteure sud-coréenne née en 1960.

## Biographie
Dès sa première année à l'université, Yi Hye-gyeong a été confrontée aux controverses politiques sur le plan national, notamment à la vue de photos du massacre de Gwangju en 1980: elle décide alors de quitter l'université en 1985 pour mener une vie à l'écart et commence à travailler à l'usine. Elle commença durant cette période à lire avec voracité, à s'intéresser aux questions sociales et à se construire une conscience personnelle de la nation. Elle a enseigné dans le secondaire pendant deux ans avant de faire ses débuts littéraires. Elle se rend souvent dans les régions éloignées et sous-développées du monde et a récemment servi en tant que travailleur bénévole en Indonésie pendant deux ans.

## Œuvre
Yi Hye-gyeong est toujours considérée comme un auteur de la « nouvelle génération de femmes écrivains en Corée du Sud », dont les carrières sont en constante évolution. Elle estime qu'elle ne peut pas écrire une seule phrase sur quelque chose sans qu'elle n'en ait pas personnellement fait l'expérience et l'avoir ressentie dans le plus profond de son être. Sa dépendance des expériences réelles explique le faible volume de sa production littéraire. À ce titre, elle peut être considérée un peu à la manière d'un maître artisan. Quelle que soit la façon dont elle est perçue, elle reste une auteure qui écrit avec soin et une certaine « politesse » dans son style. Sur le plan thématique, les œuvres de Lee se concentrent sur la vie des familles et leur évolution à travers le temps. Même si elle est considérée comme une écrivaine féministe profondément préoccupée par la place des femmes au sein de la famille et au sein de la société, elle s'éloigne aussi fortement du point de vue féministe qui prône un rapport dichotomique masculin-féminin. Les pères dans ses œuvres représentent les oppresseurs tout autant que les opprimés, impuissants face à l'image dominante du père, de la société, des traditions et des conventions qui les écrasent autant qu'ils écrasent les autres. En ce sens, dans ses récits les femmes et les hommes partagent le fardeau commun de l'oppression sociale.
En 2002, elle remporte le Prix de littérature contemporaine (Hyundae Munhak) pour Le sommet du col (Gogaetmaru), et en 2006 le Prix Dong-in pour Une brèche (Teumsae).